# Happy Xmas (War Is Over)
Happy Xmas (War Is Over) je božićna pjesma koju su napisali John Lennon i Yoko Ono, izdana 1971. kao singl. Izvode ju John & Yoko/Plastic Ono Band sa zborom Harlem (Harlem Community Choir). Nije bila jedna od najprodavanijih pjesama u SAD-u ali je bila na 4. mjestu u UK-u, gdje je izdana 1972. Originalno antiratna pjesma o ratu u Vijetnamu, postala je jednom od standardnih božićnih pjesama te se pojavila na nekoliko božićnih albuma.

## Opis
Pjesma je snimljena u Record Plant Studiosu u New Yorku u kasnom listopadu 1971. godine s pomoći producenta Phila Spectora. Počinje s božićnim podravom Johna Lennona i Yoko Ono upućenog njihovoj djeci: Ono šapće "Sretan Božić, Kyoko", a Lennon "Sretan Božić, Juliane". Ipak, na listu s tekstovima pjesama uključenom u The John Lennon Collection (1982.) piše da je zapravo riječ o: "Sretan Božić Yoko. Sretan Božić, John."

### Personel
- Vokali: John Lennon, Yoko Ono i zbor Harlem
- Gitara i bas-gitara: Hugh McCracken, Chris Osborn, Teddy Irwin, Stuart Scharf
- Klavijature: Nicky Hopkins, Yoko Ono
- Bubnjevi i zvončići: Jim Keltner

### Cover verzije
Od pjesme je nastalo mnogo cover verzija, a najpoznatija je ona grupe The Fray nastala 2006. godine. Ostale cover verzije:
- Céline Dion napravila je cover verziju za svoj album These Are Special Times izdan 1998.
- Grupa The Corrs je napravila live verziju te ju uključila kao bonus track na Live in London DVD-u iz 2001.
- Grupa Maroon 5 je snimila cover verziju 2007.
- Melodija je korištena kao jingle u ranim 90-tima za promociju turizma na Jamajki
- Sarah Brightman je napravila svoju verziju pjesme kao bonus track na svom albumu A Winter Symphony
- Drake Bellsi pjevali su pjesmu na Times Squareu u New Yorku kako bi pozdravili novu 2007. godinu

## Poveznice
- Božićne pjesme